# L'uomo che venne dal nord
L'uomo che venne dal nord (Murphy's War) è un film del 1971 diretto da Peter Yates, tratto dal romanzo del 1969 Murphy's War scritto da Max Catto.

## Trama
Venezuela, 1945, durante gli ultimi giorni della seconda guerra mondiale un sommergibile tedesco risalendo il fiume Orinoco affonda una nave inglese, uccidendo tutti i superstiti che cercano di mettersi in salvo; l'unico a salvarsi è il caporale Murphy, il quale viene ritrovato svenuto da alcuni indigeni e successivamente curato in una missione dalla dottoressa Hayden. Egli vuole vendetta per i suoi commilitoni vigliaccamente uccisi e così ingaggia una guerra personale con il sommergibile tedesco che, nel frattempo, attendendo la resa della Germania, è entrato nel canale nei pressi della missione allo scopo di non essere individuato prima della fine delle ostilità.
Murphy, una volta individuato il sommergibile, decide di attaccarlo con tutto ciò di cui dispone e, con l'aiuto di Louis Brezon, un francese che trasporta merci sul canale con un vecchio pontone, rimette in sesto un vecchio idrovolante biplano, con il quale sgancia su di esso due bombe rudimentali, senza però riuscire a danneggiarlo. Egli non si dà per vinto e persuade Louis ad utilizzare il pontone per speronarlo.
Nel frattempo la BBC trasmette la notizia della fine della guerra e, nonostante la dottoressa tenti di dissuaderlo dal continuare a combattere la "sua" guerra, Murphy non intende recedere dai suoi propositi e passa nuovamente all'azione.
Il capitano Lauchs, comandante del sommergibile, una volta avvistato il pontone che si avvicina, avvisa Murphy della fine della guerra e che, se non dovesse fermarsi, lo attaccherà. Nemmeno questo serve a placare la sete di vendetta del caporale il quale non inverte la rotta, riuscendo dapprima a proteggersi dai colpi di mitragliatrice, sfruttando le spesse pareti del pontone e successivamente ad evitare un siluro virando velocemente.
Allo scopo di evitare la collisione il sommergibile si immerge ma rimane incagliato sul fondo ed allora Murphy intende farlo esplodere recuperando il siluro, giunto inesploso sulla spiaggia, e facendolo cadere sul sommergibile utilizzando il braccio meccanico del pontone ma, a quel punto, Louis lo abbandona, stanco di una lotta che non ha più ragione di continuare. Così il caporale, rimasto solo, prosegue nel suo proposito ma, una volta che il siluro cade sul sommergibile distruggendolo ed uccidendo i membri dell'equipaggio, l'esplosione ravvicinata affonda anche il pontone e Murphy, rimasto intrappolato dalla caduta del braccio meccanico, dopo essere riuscito a consumare la sua vendetta, muore annegato.

## Mezzi utilizzati
L' U-Boot è in realtà il sommergibile statunitense USS Tilefish, classe Balao rimodernato GUPPY, della seconda guerra mondiale ceduto alla marina venezuelana nel 1960 che lo ha denominato ARV  Carite (S-11); il battello è stato demolito nel 1977. La postazione con le mitragliere anti-aeree, dietro la torre di comando, è stata aggiunta appositamente per renderlo simile ad un U-Boot.  Il pontone usato nella parte finale è un ex nave da sbarco (Landing Craft Tank) risalente anch'essa al secondo conflitto mondiale.
L'idrovolante è un Grumman A-12 Duck  ed è tuttora visibile nel National Museum of United States Air Force di Dayton, Ohio.
Nel film esso presenta insegne britanniche mentre attualmente è dipinto con insegne statunitensi.

## Contesto storico
L'unico episodio in cui un comandante di U-boot sparò su dei naufraghi avvenne il 13 marzo 1944. L'U-852, comandato da Heinz-Wilhelm Eck, affondò il mercantile greco Peleus al largo dell'isola di Ascensione, nell'Atlantico meridionale, e sparò contro i naufraghi con mitragliatrici e bombe a mano. 3 naufraghi sopravvissero e furono raccolti 35 giorni dopo dal piroscafo portoghese Alexandre Silva.
Il 2 maggio 1944 l'U-852 fu attaccato e danneggiato da bombardieri britannici Wellington al largo della Somalia; il battello e parte dell'equipaggio, comandante compreso, furono catturati. Sul libro di bordo, che Eck non era riuscito a distruggere, era riportato l'affondamento del Peleus; ciò confermò la testimonianza dei 3 superstiti  e portò Eck e il resto dell'equipaggio davanti a un tribunale militare britannico, che si riunì ad Amburgo il 17 ottobre 1945. Eck e 2 ufficiali furono condannati a morte e fucilati il 30 novembre  1945 mentre gli altri membri dell'equipaggio furono condannati a pene detentive.